# Trzęsienie ziemi w Kaohsiungu
Trzęsienie ziemi w Kaohsiungu – kataklizm, który nawiedził Kaohsiung na Tajwanie 6 lutego 2016 o 3:57 lokalnego czasu.
Epicentrum zlokalizowane było na 28 kilometrów północny wschód od miasta Pingdong na Tajwanie, jednak największe zniszczenia odnotowano w mieście Tainan, gdzie zarejestrowane wstrząsy miały magnitudę 6,4. W szczycie wstrząsy miały siłę VII (bardzo silne) w skali Mercallego.
Według oficjalnych danych zginęło 117 osób, a ponad 550 odniosło obrażenia. W wyniku wstrząsów doszło do zawalenia się 17-piętrowego wieżowca, w którym mieszkało 256 osób, i licznych budynków.